# Diócesis de Isquia
La diócesis de Isquia (en latín: Dioecesis Isclana y en italiano: Diocesi di Ischia) es una circunscripción eclesiástica de la Iglesia católica en Italia. Se trata de una diócesis latina, sufragánea de la arquidiócesis de Nápoles. Desde el 20 de junio de 2023 su obispo es Carlo Villano.

## Territorio y organización

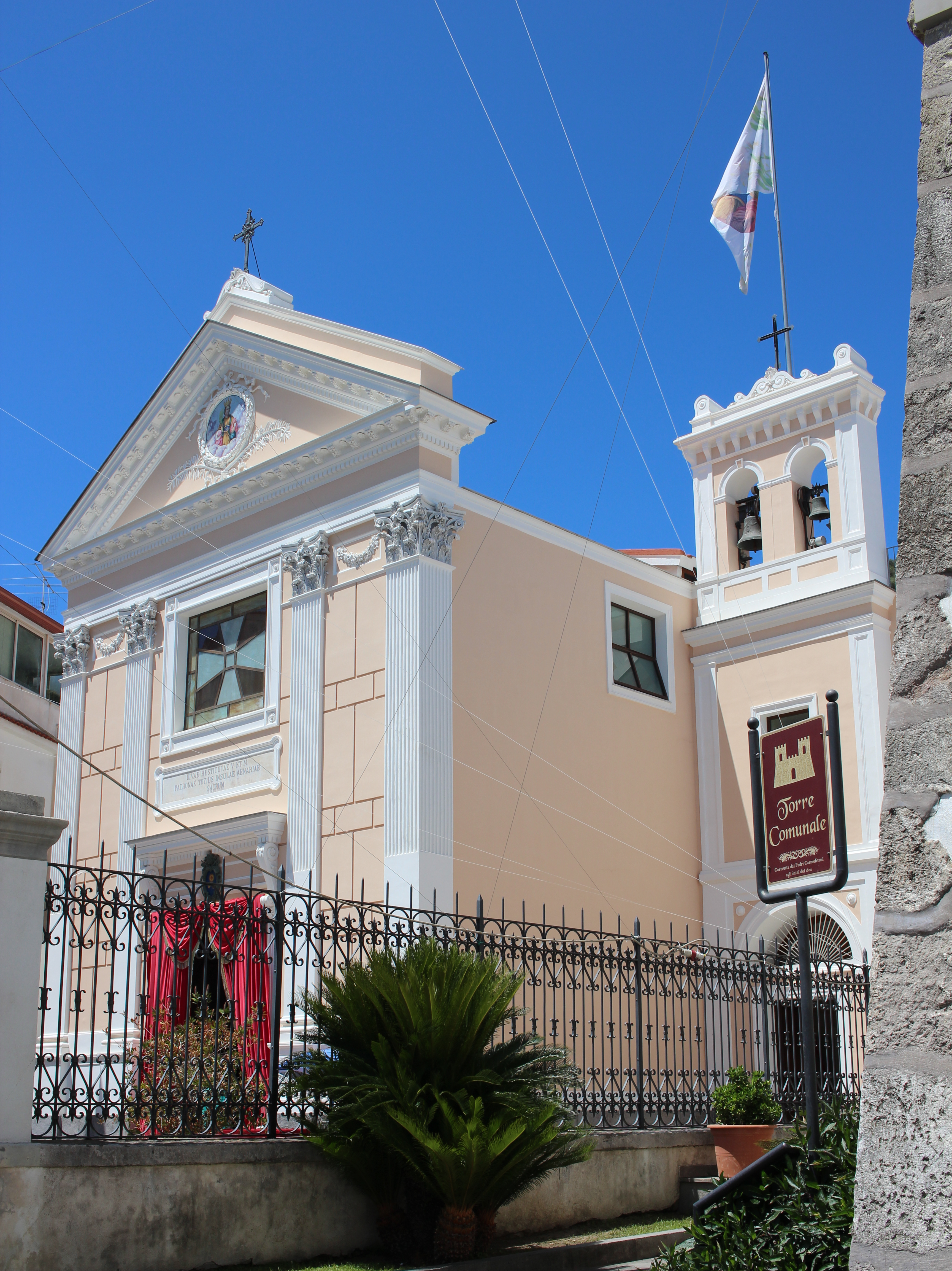
Basílica de Santa Restituta, en Lacco Ameno

La diócesis tiene 46 km² y extiende su jurisdicción sobre los fieles católicos de rito latino residentes en la isla de Isquia (compuesta por las comunas de Isquia, Casamicciola Terme, Lacco Ameno, Forio, Serrara Fontana y Barano d'Ischia) en la ciudad metropolitana de Nápoles de la región de Campania.

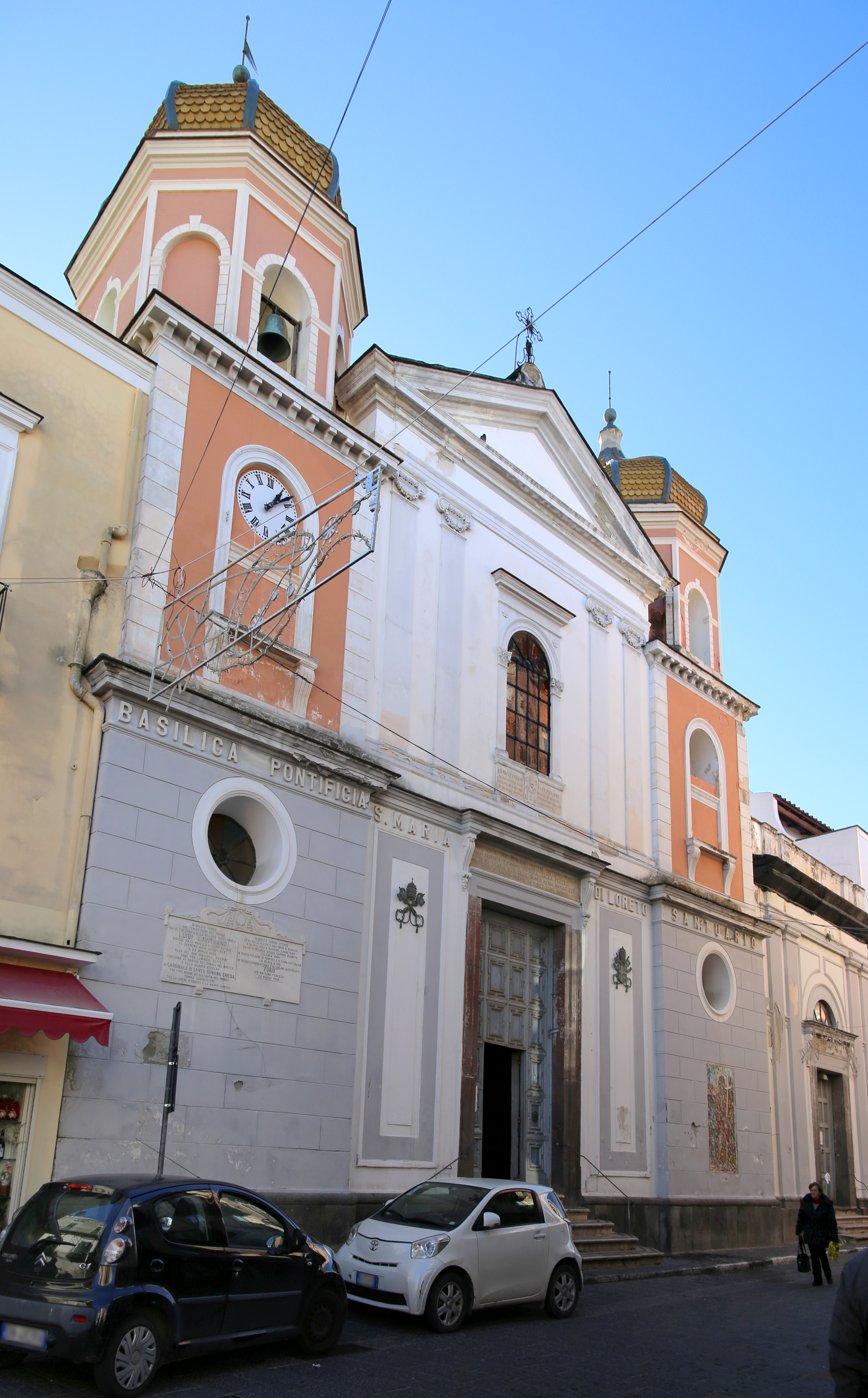
Basílica de Santa María de Loreto, en Forio

La sede de la diócesis se encuentra en la ciudad de Isquia, en donde se halla la Catedral de Santa María Asunta. Hay cuatro basílicas menores en la diócesis: la basílica del Sagrado Corazón de Jesús y Santa María Magdalena Penitente, en Casamicciola Terme; la basílica de Santa Restituta, en Lacco Ameno y las basílicas de Santa María de Loreto y San Vito, en Forio.
En 2021 en la diócesis existían 25 parroquias y 53 iglesias agrupadas en 4 decanatos: Ischia, Casamicciola-Lacco Ameno, Forio y Barano-Serrara Fontana.

## Historia
Los orígenes de la diócesis de Isquia son inciertos. El primer obispo documentado es Pietro, que participó en el III Concilio de Letrán en 1179. La diócesis, sin embargo, parece haber sido erigida mucho antes de esta fecha. De hecho el cabildo de canónigos ya está atestiguado en dos documentos de 1084 y 1108; además, en un documento de 1036 se menciona la terra Episcopatui nostri Sanctae Sedis ipsius nostrae insule, expresión que según algunos historiadores «podría sugerir la existencia de una sede episcopal ya organizada en torno a la fecha de 1036». Sin embargo, la absoluta falta de documentos no puede confirmar estas hipótesis.
El 4 de febrero de 1255 el papa Alejandro IV confirmó a los canónigos de la catedral el derecho a elegir al obispo, del que disfrutaban desde tiempos inmemoriales. Esta costumbre, sin embargo, debió durar poco tiempo, porque en nombramientos posteriores parece que la Santa Sede comenzó a ejercer su autoridad también sobre la Iglesia de Isquia.
El 18 de enero de 1301 comenzó una erupción volcánica que duró algunos años y que destruyó la catedral y el palacio episcopal. A continuación, el obispo Pietro II, junto con la población, se refugió en el Castillo Aragonés, que siguió siendo residencia episcopal hasta principios del siglo XIX. En el mismo castillo se encontraban el convento de las clarisas, la abadía de los monjes basilios de Grecia, la sede del cabildo con la catedral y, más tarde, el seminario.
Durante el período del Cisma de Occidente la iglesia de Isquia vivió durante un cierto período bajo la obediencia de Aviñón del antipapa Clemente VII, quien depuso al obispo Bartolomeo Bussolaro y nombró en su lugar al clérigo isclano Paolo Strina. En los primeros años del siglo XV, Baldassarre Cossa, el futuro antipapa Juan XXIII, era el administrador apostólico de Isquia, quien destituyó al obispo legítimo e impidió el nombramiento de su sucesor.
El obispo Innico d'Avalos (1590-1637) inició la implementación de las directrices de reforma del Concilio de Trento en la diócesis, convocando por primera vez un sínodo diocesano en 1599. Otro sínodo importante fue convocado por el obispo Luca Trapani en 1716, cuyas actas sin embargo no fueron válidamente aplicadas debido a la oposición de las universidades locales. Niccolò Schiaffinati fundó el seminario diocesano en 1740.
El 13 de octubre de 1770, mediante un decreto ley del rey de Nápoles, Isquia cedió las islas de Ventotene y Santo Estefano a la diócesis de Gaeta (hoy arquidiócesis de Gaeta); estas islas formaban parte de la diócesis de Isquia desde hacía varios siglos, como ya está documentado en una bula del papa Inocencio IV del 27 de abril de 1249.
En el período napoleónico, durante el cual la diócesis permaneció vacante durante 19 años, el enfrentamiento entre franceses y angloborbones provocó el saqueo, la destrucción y el abandono de la catedral en el Castillo Aragonés. En 1818 el nuevo obispo Giuseppe D'Amante instaló su residencia en el centro de Isquia, donde, con un rescripto de la Santa Sede del 5 de septiembre de 1818, la iglesia de Santa María Asunta, del antiguo convento agustino, fue elevada al rango de catedral de Santa Maria alla Scala.
En el siglo XX la diócesis estuvo vacante durante una década, de 1970 a 1980, durante la cual estuvo sujeta a la administración apostólica, hasta el nombramiento de un nuevo obispo residencial, el comboniano Diego Parodi. Un momento importante en la historia de la Iglesia isclana fue la visita del papa Juan Pablo II el 5 de mayo de 2002.
Desde el 22 de mayo de 2021 está unida in persona episcopi a la diócesis de Pozzuoli.

## Estadísticas
Según el Anuario Pontificio 2024 la diócesis tenía a fines de 2023 un total de 201 800 fieles bautizados.
| Año                                                                             | Población            | Población | Población      | Sacerdotes | Sacerdotes    | Sacerdotes    | Bautizados por sacerdote | Diáconos permanentes | Religiosos | Religiosos | Parroquias |
| Año                                                                             | Bautizados católicos | Total     | % de católicos | Total      | Clero secular | Clero regular | Bautizados por sacerdote | Diáconos permanentes | Varones    | Mujeres    | Parroquias |
| ------------------------------------------------------------------------------- | -------------------- | --------- | -------------- | ---------- | ------------- | ------------- | ------------------------ | -------------------- | ---------- | ---------- | ---------- |
| 1949                                                                            | 32 780               | 32 800    | 99.9           | 72         | 63            | 9             | 455                      |                      | 12         | 31         | 18         |
| 1970                                                                            | 39 198               | 39 246    | 99.9           | 64         | 56            | 8             | 612                      |                      | 10         | 50         | 24         |
| 1980                                                                            | 41 000               | 41 000    | 100.0          | 59         | 51            | 8             | 694                      |                      | 10         | 55         | 25         |
| 1990                                                                            | 45 000               | 46 000    | 97.8           | 52         | 43            | 9             | 865                      | 1                    | 10         | 45         | 25         |
| 1999                                                                            | 50 000               | 52 700    | 94.9           | 47         | 40            | 7             | 1063                     | 3                    | 7          | 29         | 25         |
| 2000                                                                            | 53 000               | 55 700    | 95.2           | 43         | 37            | 6             | 1232                     | 3                    | 6          | 44         | 25         |
| 2001                                                                            | 53 000               | 55 700    | 95.2           | 42         | 35            | 7             | 1261                     | 3                    | 8          | 44         | 25         |
| 2002                                                                            | 53 000               | 55 700    | 95.2           | 41         | 34            | 7             | 1292                     | 3                    | 9          | 41         | 25         |
| 2003                                                                            | 53 000               | 55 300    | 95.8           | 40         | 33            | 7             | 1325                     | 5                    | 9          | 43         | 25         |
| 2004                                                                            | 53 000               | 55 700    | 95.2           | 43         | 35            | 8             | 1232                     | 5                    | 10         | 42         | 25         |
| 2006                                                                            | 55 000               | 58 300    | 94.3           | 46         | 35            | 11            | 1195                     | 5                    | 13         | 41         | 25         |
| 2013                                                                            | 57 000               | 62 000    | 91.9           | 35         | 33            | 2             | 1628                     | 9                    | 3          | 30         | 25         |
| 2016                                                                            | 60 282               | 70 043    | 86.1           | 36         | 30            | 6             | 1674                     | 9                    | 6          | 24         | 25         |
| 2019                                                                            | 60 271               | 70 011    | 86.1           | 34         | 31            | 3             | 1772                     | 9                    | 3          | 19         | 25         |
| 2021                                                                            | 60 000               | 69 540    | 86.3           | 36         | 30            | 6             | 1666                     | 9                    | 6          | 18         | 25         |
| Fuente: Catholic-Hierarchy, que a su vez toma los datos del Anuario Pontificio. |                      |           |                |            |               |               |                          |                      |            |            |            |

## Episcopologio
- Pietro I † (mencionado en 1179)
- Amenio † (mencionado en 1206)[nota 2]
- Matteo I † (antes de 1218-después de 1239)[nota 3]
- Magno † (mencionado en 1243)
- Matteo II † (mencionado en 1270)
- Anónimo † (mencionado en 1271, 1273, 1277 y 1278)[nota 4]
- R. † (mencionado en 1283)
- Salvo † (antes de 1295-circa 1305 falleció)
- Pietro II † (mencionado en 1306)
- Ugolino da Osimo, O.P. † (mencionado en 1340)
- Guglielmo † (?-1348 falleció)
- Tommaso † (22 de diciembre de 1348-?)
  - Giacomo da Itri † (circa 1358-22 de marzo de 1359 nombrado obispo de Martirano[nota 5]) (obispo electo)
- Bartolomeo Bussolaro, O.S.A. † (22 de marzo de 1359-1389 falleció)
  - Paolo Strina † (13 de abril de 1384-?) (antiobispo)
  - Baldassarre Cossa (?) † (administrador apostólico)
- Nicola Tinti, O.E.S.A. † (7 de marzo de 1389-? falleció)
- Andrea † (1410-?)
- Lorenzo de' Ricci † (10 de enero de 1419-18 de febrero de 1435 nombrado obispo de Ravello)
- Giovanni, O.S.A. † (28 de marzo de 1436-1453 falleció)
- Miguel Cosal, O.Cist. † (27 de junio de 1453-1464 falleció)
- Giovanni II de Cico † (9 de julio de 1464-después de 1479 falleció)
- Marco Antonio Fioda † (1494-?)[nota 6]
  - Bernardino de Leis, C.R.L. † (27 de octubre de 1501-8 de enero de 1504 nombrado obispo de Castro di Puglia) (obispo electo)
- Donato Strineo † (8 de enero de 1504-1534 falleció)
- Agostino Falivene, O.S.M. † (24 de abril de 1534-1548 falleció)
- Francisco Gutiérrez † (24 de septiembre de 1548-1554 falleció)
- Virgilio Rosario † (27 de agosto de 1554-22 de mayo de 1559 falleció)
- Filippo Geri † (26 de enero de 1560-1 de marzo de 1564 nombrado obispo de Asís)
- Fabio Polverino † (6 de julio de 1565-1589 falleció)
- Innico d'Avalos, C.R.L. † (29 de enero de 1590-1637 falleció)
- Francesco Tontori o Tontolo, C.R.S. † (15 de enero de 1638-1663 renunció)
- Gian Antonio de' Vecchi † (12 de febrero de 1663-14 de abril de 1672[nota 7] falleció)
- Gerolamo Rocca † (3 de octubre de 1672-6 de junio de 1691 falleció)
- Michelangelo Cotignola † (24 de marzo de 1692-11 de diciembre de 1698 renunció)
- Luca Trapani † (22 de diciembre de 1698-24 de enero de 1718 nombrado obispo de Tricarico)
- Gianmaria Capecelatro, C.R.S. † (11 de febrero de 1718-8 de diciembre de 1738 falleció)
- Niccolò Schiaffinati, O.S.A. † (4 de mayo de 1739-antes del 12 de julio de 1743 falleció)
- Felice Amati † (15 de julio de 1743-22 de enero de 1764 falleció)
- Onofrio Rossi † (9 de abril de 1764-17 de julio de 1775 nombrado obispo de Sant'Agata de' Goti)
- Sebastiano de Rosa † (13 de noviembre de 1775-26 de marzo de 1792 nombrado obispo de Avellino y Frigento)
- Pasquale Sansone † (26 de marzo de 1792-1799 falleció)
  - Sede vacante (1799-1818)[6]
- Giuseppe D'Amante † (26 de junio de 1818-17 de noviembre de 1843 falleció)
- Luigi Gagliardi † (21 de abril de 1845-31 de mayo de 1854 renunció)
- Felice Romano † (23 de junio de 1854-3 de agosto de 1872 falleció)
- Francesco di Nicola † (3 de agosto de 1872 por sucesión-11 de febrero de 1885 falleció)
- Gennaro Portanova † (11 de febrero de 1885 por sucesión-16 de marzo de 1888 nombrado arzobispo de Regio de Calabria)
- Giuseppe Candido † (1 de junio de 1888-4 de febrero de 1901 renunció)[nota 8]
- Mario Palladino † (15 de abril de 1901-4 de junio de 1913 nombrado obispo de Caserta)
- Pasquale Ragosta † (25 de mayo de 1914-5 de mayo de 1925 nombrado obispo de Castellammare di Stabia)
  - Sede vacante (1925-1928)[nota 9]
- Ernesto de Laurentiis † (10 de noviembre de 1928-4 de enero de 1956 falleció)
- Antonio Cece † (3 de mayo de 1956-6 de agosto de 1962 nombrado obispo coadjutor de Aversa[nota 10])
- Dino Tomassini † (17 de agosto de 1962-23 de agosto de 1970 nombrado obispo de Anglona-Tursi)
  - Sede vacante (1970-1980)[nota 11]
- Diego Parodi, M.C.C.I. † (11 de febrero de 1980-9 de enero de 1983 falleció)
- Antonio Pagano † (18 de diciembre de 1983-25 de noviembre de 1997 retirado)
- Filippo Strofaldi † (25 de noviembre de 1997-7 de julio de 2012 renunció)
- Pietro Lagnese (23 de febrero de 2013-19 de diciembre de 2020 nombrado obispo de Caserta)[nota 12]
- Gennaro Pascarella (22 de mayo de 2021-20 de junio de 2023 retirado)
- Carlo Villano, desde el 20 de junio de 2023